# Remigiusz Kwiatkowski
Remigiusz Kwiatkowski, ps. Ajaks, K., R. K., Rem. K., Remigiusz K (ur. 3 czerwca 1884 w Warszawie, zm. 14 października 1961 tamże) – polski poeta, tłumacz i dziennikarz, pułkownik Wojska Polskiego.

## Życiorys
Urodził się 3 czerwca 1884 w Warszawie, w rodzinie Stanisława i Scholastyki ze Zdanowiczów. Podczas nauki w szkole średniej, od 1898 działał w tajnej organizacji młodzieżowej. Ukończył VI Gimnazjum w Warszawie. Podjął studia historyczno-filologiczne na UW (1902) – członek ZMP „Zet”. W 1903 aresztowany i więziony na Pawiaku. W 1905 członek Komitetu Walki o Szkołę Polską, za co został relegowany z uniwersytetu. W 1905 opublikował Złote myśli Mikołaja Reja z Nagłowic. Współzałożyciel, a następnie jeden z redaktorów „Zarzewia”. Więziony w Cytadeli Warszawskiej. W 1908 skazany na administracyjne osiedlenie w Rosji, przebywał w Moskwie, gdzie studiował orientalistykę w Instytucie Języków Wschodnich w Moskwie. W latach 1907–1913 opracował popularne, a zarazem mało krytyczne zarysy literatur wschodnich. Autor m.in. zbiorów poetyckich Liryki (1908), Jahwe (1909), Baśń o prawdzie (1912). Tłumacz przekładów poetów chińskich (1911), japońskich (Chiakunin-Izszu 1912) i koreańskich (1912).
Redaktor (wraz z Tadeuszem Hiżem) czasopisma „Głos Polski” wychodzącego w Petersburgu. Od 1912 ożenił się z Janiną z Rosickich. Po wybuchu I wojny światowej współinicjator, a następnie działacz Polskiego Towarzystwa Pomocy Ofiarom Wojny. Od sierpnia 1914 członek jego Komitetu Głównego, członek Prezydium ZG (jako jeden z dwóch sekretarzy). Pod koniec 1914 zmobilizowany jako chorąży do armii rosyjskiej, gdzie służył w dowództwie wojsk samochodowych w Petersburgu. Po rewolucji lutowej zastępca dowódcy Konfederacji Polaków Wojskowych w Rosji. W połowie 1918 przedostał się do kraju, W sierpniu 1918 został kierownikiem literackim Teatru im. Staszica w Warszawie (działał do czerwca 1919); wystawiono na tej scenie jego misterium „Polska idzie” (1918).
W listopadzie 1918 uczestniczył w rozbrojeniu Niemców w Warszawie, następnie służył w WP. W grudniu 1918 roku pełnił służbę w Departamencie I Mobilizacyjno-Organizacyjnym Ministerstwa Spraw Wojskowych na stanowisku szefa Wydziału Informacyjno-Prasowego. W 1920 roku był szefem Wydziału Prasowego Sekcji 3. Informacyjnej Oddziału II Informacyjnego Sztabu MSWojsk., który w listopadzie tego roku został przekształcony w Biuro Prasowe. 
3 maja 1922 roku został zweryfikowany w stopniu majora ze starszeństwem z dniem 1 czerwca 1919 roku i 8. lokatą w korpusie oficerów administracji, dział naukowo-oświatowy. Uczestnik powstań śląskich i plebiscytu na Górnym Śląsku. W maju 1923 roku został przeniesiony do korpusu oficerów piechoty w stopniu majora ze starszeństwem z 1 czerwca 1919 roku i 263.1 lokatą oraz przydzielony macierzyście do 30 pułku piechoty w Warszawie z pozostawieniem na zajmowanym stanowisku w Gabinecie Ministra Spraw Wojskowych. W 1923 roku był jednocześnie redaktorem naczelnym dziennika Polska Zbrojna (1921–1926) W 1924 roku był szefem Wydziału Wyznań Niekatolickich MSWojsk. 1 grudnia 1924 roku został mianowany podpułkownikiem ze starszeństwem z dniem 15 sierpnia 1924 roku i 70. lokatą w korpusie oficerów piechoty (administracja). Później został ponownie przeniesiony do korpusu oficerów administracji, dział kancelaryjny. W styczniu 1925 roku został przydzielony do Gabinetu MSWojsk. W 1927 przeniesiony w stan spoczynku. 
W okresie międzywojennym opublikował zbiór poetycki Liście z bambusu (1921), i wydał  wschodnie sentencje poetyckie (Parasol noś i przy pogodzie 1920)  Kobiety nie bij nawet kwiatem (1928).
W czasie II wojny światowej członek  Armii Krajowej, ps. „Ajaks”, „Remi”, służył w grupie dywersyjno-wojskowej, a bar na Tamce w Warszawie, którego był współwłaścicielem, stanowił punkt kontaktowy redaktorów prasy podziemnej. Brał udział w powstaniu warszawskim, po jego upadku przedostał się do Częstochowy, gdzie pozostał do końca wojny.
Wiosną 1945 r. wrócił do Warszawy, został zweryfikowany w randze pułkownika i przez pewien czas był referentem prasowym przy Gabinecie Premiera i zaangażował się w działalność Miczurinowskiego Ośrodka Doświadczalnego (MOD) roślin przemysłowych i specjalnych. Pracował tam niecałe dwa lata, gdyż w styczniu 1954 roku, wespół z innymi członkami MOD-u, został oskarżony przez Prokuraturę Generalną PRL o kierowanie związkiem przestępczym, kradzież tajnych akt wojskowych z Ministerstwa Obrony Narodowej oraz próbę zamachu na marszałka Konstantego Rokossowskiego. Wskutek okrutnych metod śledczych i późniejszego wyroku trzech miesięcy prac w obozie karnym, bardzo podupadł na zdrowiu. Po II wojnie światowej wydano: Pokój to ryż, a wojna głód (1955); utwory poet. i dram., antologie poezji chiń. i jap.; Aforyzmy, sentencje i przysłowia Wschodu (1985). 
Zmarł 14 października 1961 w Warszawie. Pochowany na cmentarzu Wojskowym na Powązkach w Warszawie (kwatera II B 28-14-14).

## Ordery i odznaczenia
- Krzyż Kawalerski Orderu Odrodzenia Polski (2 maja 1922)[13][14][15]
- Krzyż Walecznych (dwukrotnie)[13]
- Złoty Krzyż Zasługi (18 stycznia 1926)[16][13]
- Krzyż na Śląskiej Wstędze Waleczności i Zasługi[13]
- Medal Pamiątkowy za Wojnę 1918–1921[13]
- Medal Dziesięciolecia Odzyskanej Niepodległości[13]
- Medal 3 Maja[13]
- Odznaka za Rany i Kontuzje[17]
- Krzyż Oficerski Orderu Gwiazdy Rumunii (Rumunia)[13]
- Krzyż Oficerski Orderu Orła Białego (Jugosławia)[13]
- Krzyż Oficerski Orderu Lwa Białego (Czechosłowacja)[13]
- Order Palm Akademickich (Francja)[13]
- Medal Zwycięstwa („Médaille Interalliée”)[13]